# Armenija na Svjetskom prvenstvu u atletici 2015.
Armenija se kao članica IAAF-a, natjecala na Svjetskom prvenstvu u atletici 2015. u Pekingu, od 22. do 30. kolovoza 2015., s jednim predstavnikom - Amaliyom Shayoranom, na utrci na 400 metara.

## Rezultati

### Žene

#### Trkačke discipline
| Atletičar        | Disiplina  | Vrijeme | Vrijeme | Poluzavršnica | Poluzavršnica | Završnica | Završnica |
| Atletičar        | Disiplina  | Vrijeme | PLasman | Vrijeme       | Plasman       | Vrijeme   | Plasman   |
| ---------------- | ---------- | ------- | ------- | ------------- | ------------- | --------- | --------- |
| Amaliya Sharoyan | 400 metara | 54,16   | 7.      | DNA           | DNA           | DNA       | DNA       |

- DNA - nije nastupila